# Allah Peliharakan Sultan
Allah Peliharakan Sultan („Gott segne den Sultan“) ist die Nationalhymne von Brunei. Sie war von 1951 bis zur Unabhängigkeit 1984 die offizielle Nationalhymne des britischen Protektorats und wurde danach vom unabhängigen Staat übernommen.
Autor des Textes ist Pengiran Haji Mohamed Yusuf bin Pengiran Abdul Rahim, die Melodie komponierte Haji Awang Besar bin Sagap.

## Text
| Original | Deutsch |
| Ya Allah lanjutkanlah Usia Kebawah Duli Yang Maha Mulia Adil berdaulat menaungi nusa Memimpin rakyat kekal bahagia Hidup sentosa Negara dan Sultan Ilahi selamatkan Brunei Darussalam | Gott segne seine Majestät (die des Sultan) Mit einem langen Leben Und lass ihn gerecht und edel das Königreich führen Und lasse ihn unsere Landsleute glücklich machen. Friedlich sei das Königreich und der Sultan Allmächtiger Gott, schütze Brunei, das Haus des Friedens |